# Новозаволжский
Новозаво́лжский — посёлок в Озинском районе Саратовской области, административный центр сельского поселения Заволжское муниципальное образование.

## География
Посёлок расположен на реке Солдатка, примерно в 53 км северо-восточнее районного центра — посёлка Озинки (65 по автодорогам).

## История
Основан после 1854 г. как хутор отставным офицером по фамилии Бенардаки, который в числе других офицеров — участников Крымской войны, получил здесь земельный надел из казны.
В 1900 г. хутор купил купец Мальцев. В то время на хуторе было 8 дворов и проживало 40 человек, была ветряная мельница и 28 тыс. десятин удобной земли.
В 1912 г. хутор входил в состав Солянской волости Николаевского уезда Самарской губернии.
В 1918 году на хуторе была создана «Бенардакская экономия».
Нe позже 1924 г. на базе экономии был создан военный совхоз "Бенардаки" подчинявшийся Управлению военными совхозами Приволжского военного округа . В то время управляющим совхоза был Александр Павлович Русин. 
В 1928 г. машино-тракторный парк совхоза  насчитывал 4 трактора, 4 молотилки, 6 веялок и 6 сенокосилок.
В 1929 г. совхозу было присвоено имя Блукиса, по фамилии А. П. Блукиса — председателя Нижне - Волжского краевого комитета профсоюза сельхозрабочих.
В 1954 г. после начала освоения целинных земель совхоз был переименован в «Заволжский».
До 1984 года посёлок был центральной усадьбой совхоза «Заволжский». Указом Президиума Верховного Совета РСФСР от 19 октября 1984 года посёлку присвоено наименование «Новозаволжский».
Наибольший рост благосостояния населения посёлка был в 1964—1985 гг.

## Население
| 2002 | 2010 |
| ---- | ---- |
| 730  | ↘568 |

## Известные люди
- Владимир Яковлевич Родионов — передовик советского сельского хозяйства, бригадир тракторной бригады совхоза «Урожайный» (Озинский район), директор совхоза «Заволжский», Герой Социалистического Труда (1957). Депутат Верховного Совета СССР 8-го созыва.